# Baronie van Breda

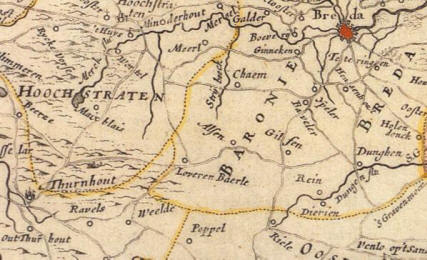
Detail uit een kaart van het hertogdom Brabant (1645)

De baronie Breda (meestal Baronie van Breda, Frans baronnie de Breda) is een historisch land (rechtsgebied) rond de stad Breda, dat in bezit was van de heren van Breda. In 1339 werd de edelman Jan I van Polanen pandheer van Breda, samen met zijn zoon Jan II van Polanen. In 1350 verkocht Jan III van Brabant de heerlijkheid voor 43.000 florijnen aan Jan II van Polanen. Dit bezit was een vrije en tevens hoge heerlijkheid, uit hoofde waarvan Jan II terstond lid werd van de hertogelijke raad en in de jaren daarna intensief betrokken was bij de Brabantse politiek. Zij vormde niet de enige, maar was vanaf de zestiende eeuw in formele zin wel de belangrijkste en bekendste baronie in de Nederlanden, zeker nadat de zuster-baronie Bergen op Zoom in 1533 tot een markgraafschap (markiezaat) was verheven.
In de praktijk echter is de heerlijkheid Breda nooit specifiek een baronie geweest. Vanaf 1403 waren graven van Nassau er heer, al werden zij daar geen baron genoemd. Zij resideerden er ook, en splitsten zich af van het stamgoed Nassau-Dillenburg, zodat men later (vanaf Engelbrecht II van Nassau, 1475) ook spreekt van heren van Nassau-Breda. Aangezien de heerlijkheid Breda een zogenoemde hoge heerlijkheid was, waar de heer ook rechtsprekende macht had, kon deze heerlijkheid later, net als andere hoge heerlijkheden, achteraf wel 'baronie' worden genoemd. Het bezit van een hoge heerlijkheid was van belang juist omdat het de titel van vrijheer of vrijvrouwe verleende aan de eigenaar of eigenares. De leenman of heer werd daarmee wat later (vanaf de zestiende eeuw) baron genoemd zou worden. Deze situatie gold voor het Bredase huis Van Polanen vanaf 1350.
 Het zou Hendrik III van Nassau-Breda, heer van Breda van 1504 tot 1538, geweest zijn, die zich voor het eerst met de titel 'baron van Breda' tooide. Een andere bron echter stelt, dat pas Willem van Oranje de eerste heer van Breda was die zichzelf baron noemde. Een zeventiende-eeuwse tekst spreekt van den prince van Orangien, heere ende baron van Breda.
Het is historisch hoe dan ook niet correct om 'met terugwerkende' kracht' de hoge edellieden Jan IV van Nassau, zoon en opvolger van Engelbrecht I van Nassau-Siegen, alsook diens opvolger zoon en opvolger Engelbrecht II van Nassau-Vianden, al 'baron van Breda' (1442-1475) te noemen. Zij waren immers graven van Nassau, maar tevens heren van Breda, die aldaar resideerden. 
Via de eveneens Bredase Nassau René van Chalon kwam de heerlijkheid in 1538 als erfelijk bezit aan de erfopvolger uit het huis Nassau-Dillenburg, die sindsdien een prinsentitel prins van Oranje voerde. De lagere titel 'Baron van Breda' is in de praktijk dus niet of nauwelijks gevoerd, al behoort zij ten volle tot de officiële titels van de koning(inn)en uit het huis Oranje-Nassau. De 'Oranjes' stelden een slotvoogd (gouverneur) aan. De naam 'Baronie van Breda' is dus nauwelijks historisch. Later, in de negentiende eeuw, heeft men getracht dit begrip met terugwerkende kracht ingang te doen vinden.

## Ligging
Het historisch land van Breda, later ook baronie genoemd, grensde in het oosten en zuiden aan het kwartier van Oisterwijk van de meierij van 's-Hertogenbosch, in het zuiden aan het Land van Hoogstraten, in het westen aan het Land van Rijen en aan Oudenbosch en in het noorden aan het baljuwschap Zuid-Holland. Ook de huidige gemeente Oosterhout maakte dus deel uit van dit Land.

## Geschiedenis
De geschiedenis van het Land van Breda begint in 1125 toen de naam Breda voor het eerst vermeld werd. Enkele decennia later werd het Kasteel van Breda gebouwd en vangt de reeks heren van Breda aan. Het land van Breda werd het centrum van een groot gebied. Aanvankelijk opereerden de heren van Breda betrekkelijk zelfstandig. Daaraan kwam een einde toen graaf Dirk VII van Holland aanspraken op Breda maakte. Daarop riep de heer van Breda de steun in van hertog Hendrik I van Brabant. Aldus werd het Land van Breda een leen van het hertogdom Brabant. In 1200 resulteerde dit alles in een verdrag, waarbij de graaf van Holland afstand deed van het Land van Breda.
In 1287 werd de heerlijkheid Breda verdeeld tussen de nakomelingen van de twee dochters van Godfried II van Schoten (overleden in 1216).
- de nakomelingen van Sophia, die gehuwd was met Raso I van Gaveren, kregen het land van Breda
- de nakomelingen van Beatrix, die gehuwd was met Arnold II van Wesemaele, kregen Bergen op Zoom, het latere markizaat.

In 1327 werd de heerlijkheid uit geldnood verkocht aan het hertogdom Brabant door Gerard van Raseghem. Isabella van Schoten, de erfgename van de heerlijkheid Breda, protesteerde samen met haar zusters tegen deze verkoop. Filips VI van Frankrijk werd in 1334 aangesteld als scheidsrechter en de koop werd ongedaan gemaakt.
Willem van Duivenvoorde, een halfbroer van Jan I van Polanen, kocht in 1324 het huis Ten Strijen van vrouwe Beatrijs Persijn van Putten en Strijen (1295-1355), de dochter van Nicolaas III van Putten. In de jaren daarna verbouwde hij dit huis tot een slot. Hij kocht in 1325 vervolgens de heerlijkheid Oosterhout. In 1342 werd het pandschap gekocht van de dorpen Baarle, Alphen, Gilze en Ulvenhout. Willem werd daardoor een leenman van de hertog van Brabant. Deze verkeerde steeds in geldnood en had de heerlijkheid in 1339 als onderpand overgedaan aan Jan van Polanen.  Bij de Slag bij Kassel in 1328  vocht Jan van Polanen aan de zijde van de graaf van Vlaanderen, Lodewijk II van Nevers. Het jaar daarop werd hij tot ridder geslagen en begon hij zijn bestuurlijke loopbaan. Jans zoon, Jan II, versterkte het kasteel van Breda met een gracht en hoektorens. Hij liet ook een stadsmuur om Breda bouwen. Het kasteel vormde het bolwerk in de stadsverdediging.
In 1403 kregen de graven van Nassau het gebied in hun bezit. Jan III van Polanen was onder meer heer van Breda, en in 1403 huwde Engelbrecht I van Nassau-Siegen met Johanna van Polanen, de enige dochter van Jan III. Zo verkreeg Engelbrecht de titel heer van Breda. Uiteindelijk erfde Willem van Oranje de heerlijkheid; dat verklaart de verbondenheid van de Nassaus met Breda.

### Opheffing
De baronie werd in 1795 opgeheven, en verviel toen aan Bataafs-Brabant, een onderdeel van de Bataafse Republiek. De naam Baronie wordt daarna, vanaf de 19e eeuw (in het Koninkrijk), vooral topografisch  nog gebruikt voor de streek rondom Breda. Koning Willem-Alexander voert evenwel onder veel andere titels als twaalfde de middelhoge titel Baron van Breda.

## Rechterlijke indeling
De baronie bestond uit de volgende schepenbanken:
1. Breda
2. Oosterhout
3. Dongen
4. Gilze en Rijen
5. Alphen en Chaam
6. Baarle-Nassau
7. Ginneken en Bavel
8. Terheijden
9. Wagenberg
10. Princenhage
11. Etten
12. Etten in de Palen van de Hoeven
13. De Eenige van Rijsbergen
14. Zundert-Nassau
15. Wernhout
16. Roosendaal en Nispen

## Naamsverwijzingen
De namen baron en baronie komen veelvuldig terug in Breda. Allerlei sportverenigingen, bedrijven, opleidingscentra en andere instellingen voeren de verwijzing in hun naam. Vaak wordt de aanduiding "(van) Breda" hierbij weggelaten, blijkbaar omdat deze toevoeging als overbodig wordt ervaren.

### Baronie
- Overheid
  - De Baronielaan is een belangrijke straat in Breda. Ook in Alphen vindt men een Baronielaan.
- Onderwijs
  - Een plaatselijke scholengemeenschap heette het "Baronie van Breda College" (BBC).
  - Het ROC West-Brabant (dat sinds 1 oktober 2019 Curio heet[8]) heette tot voor kort "Baronie College Breda".
- Cultuur
  - De regionale evenemententelevisiezender "Baronie TV"
- Verenigingsleven
  - De plaatselijke JOVD-afdeling heet Baronie van Breda.
  - De naam "Voetbalvereniging VV Baronie" verwijst ook naar de Baronie, evenals de naam van een plaatselijke schaakvereniging en van een tafeltennisvereniging.
  - Het plaatselijke vrijwilligersgilde heet "De Baronie".
  - Sinds 2009 organiseert Stichting Baronie Breda Classic een wielerwedstrijd (genaamd Baronie Breda Classic) voor elite-beloften-beroepsrenners B over 180 kilometer. Start en finish van deze wedstrijd zijn in Breda. De wedstrijd is feitelijk een vervolg van de Omloop van de Baronie, een klassieke wielerwedstrijd welke van 1961 tot en met 1993 door de Stichting Sportief georganiseerd werd.
- Middenstand
  - Een glashandel in en rondom Breda heet "Baronieglas" (oftewel 'glashandel de Baronie').

### Baron(es)
De middenstand koketteert ook met de titel baron(es).
- Het meest sprekende voorbeeld is "De Barones", een modern winkelgebouw in Breda Centrum, waarvan de naam meer speciaal zou verwijzen naar Johanna van Polanen. In haar tijd echter bestond de titel baron nog niet, laat staan die van barones.
- Er zijn twee cafés met het woord Baron in de naam, namelijk "De Baron zijn vrouw" en "De Baron zijn vriendin".
- Het voormalige dorp Ginneken verleent de titel "De Baron van het Ginneken" aan hun carnavals vorst. Het verhaal er omheen heeft verder niets te maken met de Baronie van Breda

FG FD) Geheel of deels verloren aan Frankrijk 1659–1713; RG RD) Geheel of deels verloren aan de Republiek 1581–1715; V) Door vererving bij een andere kreits